# Armando Pérez Hoyos
Armando Pérez Hoyos (né le 5 mai 1952) est un ancien arbitre colombien de football, qui a été international de 1984 à 1996. 

## Carrière
Il a officié dans des compétitions majeures : 
- Copa América 1987 (1 match)
- Coupe du monde de football des moins de 16 ans 1989 (2 matchs)
- Copa América 1991 (2 matchs)
- Coupe du monde de football des moins de 20 ans 1993 (2 matchs)
- Coupe Kirin 1995 (1 match)